# Postgebäude Chur

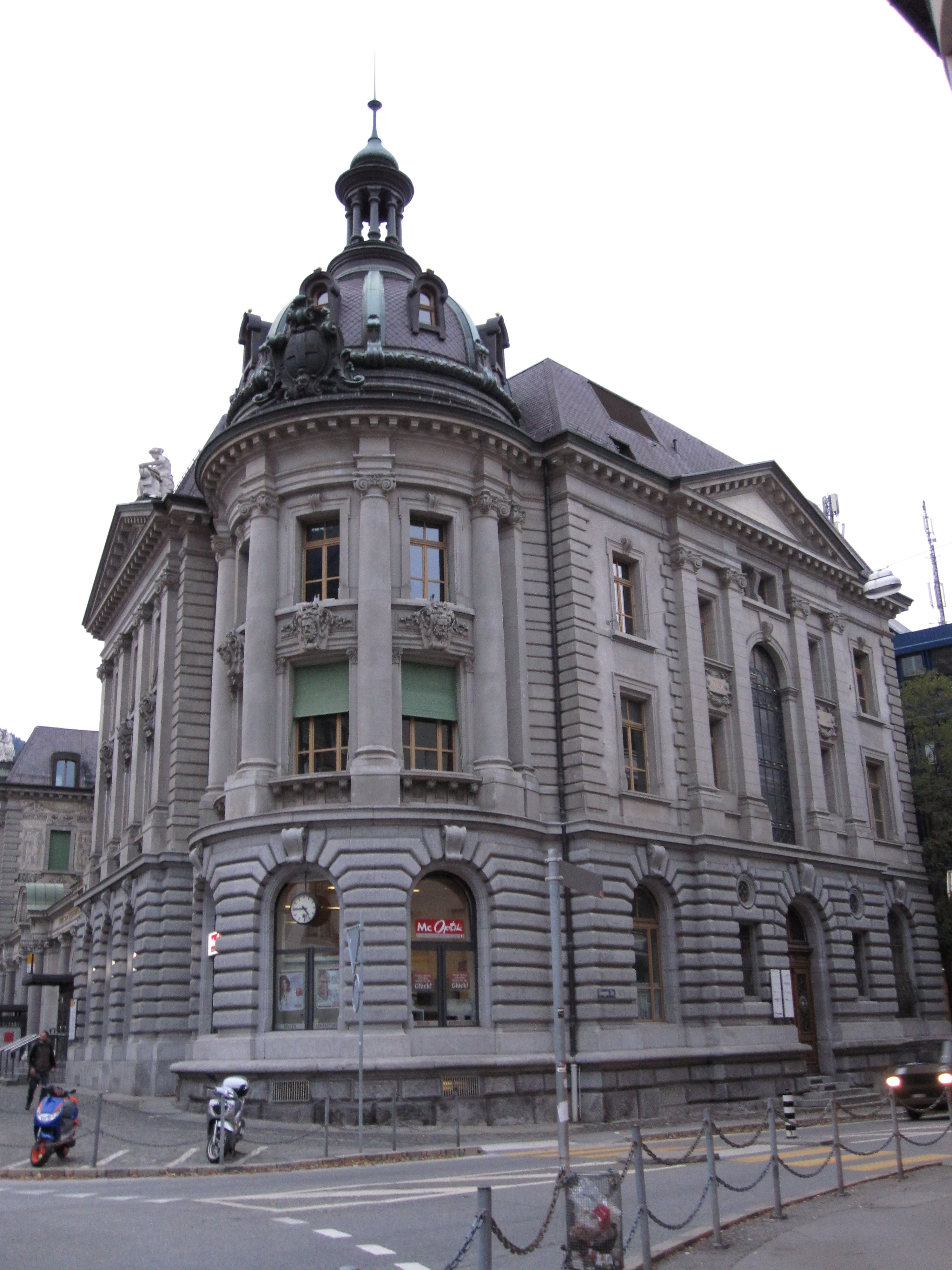
Postgebäude in Chur

Das Postgebäude in der Bündner Kantonshauptstadt Chur liegt am Postplatz in seitlicher Nachbarschaft zum Stadtgarten und gegenüber dem Fontanapark. Es ist ein denkmalgeschütztes Gebäude und Dokument der Bundesrenaissance zu Beginn des 20. Jahrhunderts vor dem Ersten Weltkrieg, als repräsentative Bauten in einheitlichem Stil in der ganzen Eidgenossenschaft gefördert wurden.
Errichtet wurde das Gebäude von 1902 bis 1904 durch die Architekten Jean Béguin und Theodor Gohl. James Vibert aus Genf zeichnete verantwortlich für die an Ornamenten und dekorativen Elementen reiche Fassade und die Figuren auf den Giebeln.
Das Churer Postgebäude, in dem noch heute die Schweizerische Post ihren Churer Hauptsitz hat, wird geführt in der Liste der Kulturgüter von nationaler Bedeutung im Kanton Graubünden.